# De Arbeiderspers

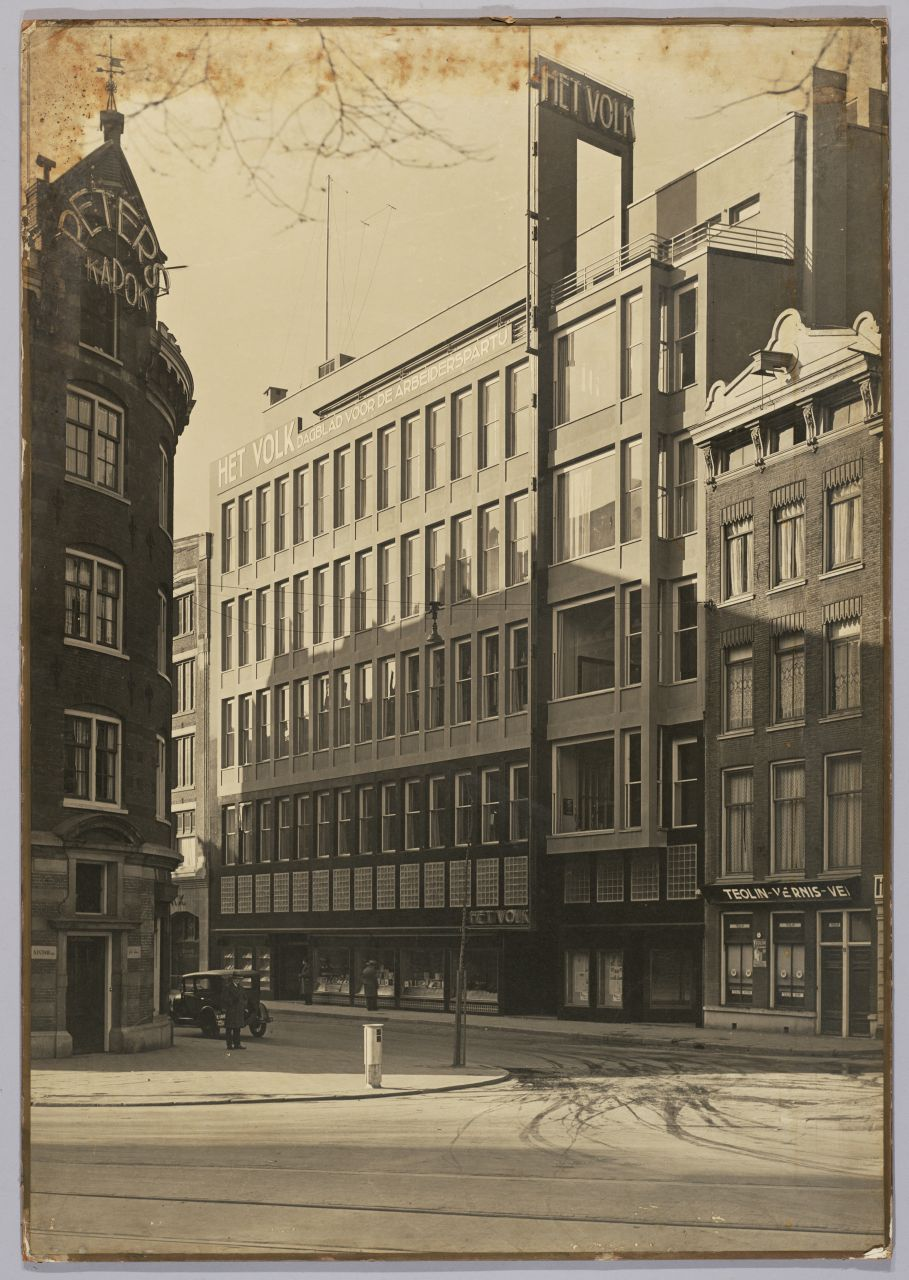
Het gebouw van De Arbeiderspers aan het Hekelveld 15, Amsterdam; 1931. Architecten: J.W.E. Buys en J.B. Lürsen.

De Arbeiderspers is een uitgeverij, gevestigd in Amsterdam. De uitgeverij kwam in 1929 tot stand door een fusie van Electrische Drukkerij Vooruitgang te Amsterdam, sinds 1900 de uitgever van het dagblad Het Volk, Drukkerij en Uitgeversmaatschappij Voorwaarts te Rotterdam, de uitgever van de Rotterdamse krant Voorwaarts, en N.V. Boekhandel en Uitgevers Maatschappij Ontwikkeling te Amsterdam. De huidige boekenuitgeverij maakte lange tijd deel uit van het voormalige sociaaldemocratische AP-concern, dat tot eind jaren zestig ook uitgever was van dagblad Het Vrije Volk. In 2012 fuseerde De Arbeiderspers met A.W. Bruna Uitgevers en vestigde zich in Utrecht. In 2014 verhuisde De Arbeiderspers terug naar Amsterdam. De Arbeiderspers maakt sindsdien deel uit van Singel Uitgeverijen.

## Geschiedenis

### Voorgeschiedenis
Op 26 maart 1900 verscheen de eerste officiële aflevering van Het Volk. Dagblad voor de Arbeiderspartij, het landelijk orgaan van de SDAP. Het dagblad werd aanvankelijk gedrukt door Stoomdrukkerij Vooruitgang, aan de Geldersekade. Na de verhuizing in 1915 naar de Keizersgracht werd de naam gewijzigd in Electrische Drukkerij Vooruitgang.

Op 28 januari 1916 verscheen in het Nieuwsblad voor de Boekhandel een oprichtingsadvertentie van N.V. Boekhandel en Uitgevers Maatschappij “Ontwikkeling”, een gezamenlijke onderneming van de Electrische Drukkerij Vooruitgang, Het Volk en de SDAP. In hun eerste prospectus werd als eerste titel aangeboden: De Socialistische Gids. Maandschrift der Sociaal-democratische Arbeiderspartij.
In de loop van de jaren twintig ging naast politieke en aanverwante publicaties ook fictie een deel van het fonds vormen. Deze verscheen veelal in reeksen als OTB (“Ontwikkeling’s Toneelbibliotheek”); “Uit het Leven”, bibliotheek voor jongens en meisjes, onder redactie van A.M. de Jong. De bekendste reeks is de ARBO (“Algemene Roman Bibliotheek van Ontwikkeling”).

Voor de distributie van het fonds werden door de Ontwikkeling eigen winkels geopend in: Amsterdam, Groningen, Den Haag, Leeuwarden, Rotterdam en Utrecht. In 1927 werd de winkel in Rotterdam opgeheven, en werden nieuwe winkels geopend in Zaandam en Leiden.
Op 26 juli 1920 verscheen in Rotterdam het regionale partijorgaan Voorwaarts, uitgegeven door N.V. Drukkerij en Uitgeversmaatschappij Voorwaarts, gefinancierd door de Rotterdamse bakkers- en kruidenierscoöperatie Voorwaarts en de Pools-Nederlandse zakenman Julius Barmat. Hoofdredacteur werd Ybele Geert van der Veen, sinds 1917 Rotterdams correspondent voor Het Volk. Het dagblad Voorwaarts werd een echt gezinsblad, terwijl Het Volk voornamelijk werd gelezen door partij- en vakbondskaderleden. Binnen twee jaar had Voorwaarts bijna tweeduizend abonnees, om daarna weer terug te lopen. Directeur Matthijsen zag de inkomsten dramatisch teruglopen en trad eind 1922 af. De raad van commissarissen, bestaande uit vertegenwoordigers van de SDAP en het NVV, benoemden in 1923 Van der Veen tot directeur. Met ingrijpende bezuinigingen en een bijna autoritair personeelsbeleid in combinatie met zijn hoofdredactioneel beleid wist hij Voorwaarts uit het slop te trekken. Zijn krant werd in Amsterdam ervaren als een concurrent van Het Volk. De partijtop van de SDAP zag deze concurrentiestrijd tussen Amsterdam en Rotterdam met lede ogen aan en uiteindelijk besloten alle betrokken partijen om beide dagbladen en hun drukkerijen onder te brengen in een overkoepelende organisatie.

### De Arbeiderspers 1929-1940
Op donderdag 25 juli 1929 werd in de Nederlandsche Staatscourant melding gemaakt van de oprichting van N.V. Drukkerij en Uitgeversmaatschappij “De Arbeiderspers” gevestigd te Amsterdam.
Het kapitaal van de vennootschap bedroeg 200.000 gulden verdeeld over tweehonderd aandelen van 1000 gulden. Het Nederlandsch Verbond van Vakvereenigingen participeerde met honderd aandelen, die binnen een maand in contanten werden volgestort, volstorting van de overige aandelen geschiedde door inbreng. De SDAP participeerde met één aandeel. De overige aandelen waren verdeeld over de volgende uitgeverijen, drukkerijen en boekhandels, vertegenwoordigd door Ybele Geert van der Veen (1884-1940) als directeur of als liquidateur van: N.V. Boekhandel en Uitgevers Maatschappij “Ontwikkeling” (9 aandelen), Drukkerij en Uitgevers Maatschappij “Voorwaarts” te Rotterdam (27 aandelen), N.V.“Voorwaarts” te Rotterdam (27 aandelen), N.V. Electrische Drukkerij “Vooruitgang” te Amsterdam (60 aandelen), N.V. Boekhandel “Ontwikkeling” te Leeuwarden in liquidatie; N.V. Boekhandel “Voorwaarts”, in liquidatie (1 aandeel); N.V. Electrische Drukkerij “Noordelijk Trio” te Groningen, in liquidatie (1 aandeel). Al deze ondernemingen waren werkmaatschappijen van de SDAP, dus de Arbeiderspers was in feite voor vijftig procent in handen van de SDAP en voor vijftig procent in handen van het NVV.
Van der Veen werd algemeen directeur en technisch hoofdredacteur van Het Volk met J.F. Ankersmit als politiek hoofdredacteur, in 1937 opgevolgd door H.B. Wiardi Beckman, die de functie van hoofdredacteur gaat bekleden. Overal in het land verschenen regionale edities van Het Volk, die in eigen drukkerijen werden gedrukt. Verder verscheen bij de Arbeiderspers, onder redactie van Meijer Sluyser, het geïllustreerde weekblad Wij en bladen als De Radiogids, De Proletarische Vrouw, Socialisme en Democratie. Vanaf 1933 werd bij de AP ook de Freie Presse gedrukt, een blad van Duitse ballingen met sociaaldemocratische signatuur maar gericht op de hele Duitse gemeenschap in Nederland. Aanvankelijk werd zelfs geprobeerd exemplaren Duitsland binnen te smokkelen, maar dat werd door de nazi's met grof geweld de kop ingedrukt.
Op 31 oktober 1931 was het nieuwe gebouw van de Arbeiderspers aan het Hekelveld 15 officieel geopend. Behalve het kantoor met directie van de Arbeiderspers en redactie van Het Volk, waren hier ook de drukkerij en de boekenuitgeverij ondergebracht met een boekwinkel voor de eigen uitgaven. In 1937 werd Frederic von Eugen directeur van de NV Amsterdamsche Boek- en Courantmaatschappij, waarvan de aandelen in bezit waren van de Arbeiderspers, uitgever van de later populaire ABC-reeks. Voor de verspreiding van eigen uitgaven werd een groot distributienetwerk opgezet, met een keten van zestien AP-boekwinkels.
In 1936 organiseerde De Arbeiderspers het Arbeiderspers schaaktoernooi, een prestigieus schaaktoernooi waaraan onder andere Max Euwe en Aleksandr Aljechin meededen. Max Euwe wist het toernooi samen met Reuben Fine te winnen.

### Bezetting 1940-1945
Na de capitulatie op 15 mei 1940 werd op 20 juli 1940 Rost van Tonningen benoemd tot president-commissaris voor de marxistische partijen; daarmee viel de leiding van de SDAP in zijn handen. De leiding van het NVV kwam in handen van de NSB-topman H.J. Woudenberg. In het kader van de gelijkschakeling van de pers werd op last van Rost van Tonningen de NSB'er H.J. Kerkmeester, voormalig directeur van het Nationale Dagblad en van de nationaalsocialistische uitgeverij Nenasu, benoemd tot algemeen directeur van de Arbeiderspers. Y.G. van der Veen begreep dat zijn rol was uitgespeeld en pleegde dezelfde avond zelfmoord. Als hoofdredacteur van alle periodieken van de Arbeiderspers werd de NSB'er W. Goedhuys aangesteld. Hiermee was de machtsovername door de nationaalsocialisten compleet, in zijn toespraak op het Hekelveld spreekt Rost van Tonningen zijn wil uit De Arbeiderspers het “ware volksche socialisme” terug te geven ('De Arbeiderspers moest blijven marcheeren', Frederike Doppenberg 2009).
Frederic von Eugen nam kort na juli 1940 ontslag, om zich als zelfstandig uitgever te vestigen op Singel 262, waar hij zijn Amsterdamsche Boek- en Courantenmaatschappij voortzette. Hoofd van de boekenuitgeverij werd nu de SDAP'er Piet Schumacher, die op zijn post wilde blijven om het bedrijf “ongeschonden en gezond door moeilijke tijden heen te brengen”. In de loop van 1940 liep het abonneebestand van het gelijkgeschakelde Het Volk al heel snel dramatisch af, van 212.486 tot 85.896 abonnees. Kerkmeester wist de omzet kunstmatig te verhogen met een speciale Volk-editie, met een oplage van veertig- tot zestigduizend, voor Nederlandse arbeiders in Duitsland. Naast de gelijkgeschakelde kranten en bladen als Voorwaarts en Wij verschenen bij de Arbeiderspers nu ook bladen met een duidelijke nationaalsocialistische signatuur als De Waag, Werkend Volk, Arbeid en Storm. De AP-boekhandels werden gezuiverd van linkse boeken en brochures en werden verplicht nu ook publicaties van nationaalsocialistische uitgeverijen als Westland, Roskam en Nenasu in het assortiment op te nemen.

### Wederopbouw 1945-1969
Tijdens de bezetting werden al plannen beraamd over de toekomst van de Arbeiderspers en Het Volk in een bevrijd Nederland. De nieuwe naam stond al vast: Het Vrije Volk. Op 1 maart 1945 verscheen in het bevrijde Eindhoven een eerste krant onder deze naam onder redactie van Meijer Sluyser en Jo Manassen.
Aan het hoofd van een kleine delegatie nam Johan van de Kieft op 5 mei 1945 de leiding van het bedrijf over. Hij werd de nieuwe directeur van de Arbeiderspers en Klaas Voskuil werd de nieuwe hoofdredacteur van Het Vrije Volk. De eerste twee jaar na de bevrijding was de abonneegroei gigantisch, binnen een jaar nam het aantal abonnees toe tot 350.000. In het eerste jaar na de bevrijding had Het Vrije Volk geen enkele concurrentie te duchten van ander landelijke bladen, die een tijdelijk verschijningsverbod hadden gekregen. Op het PvdA-congres in april 1947 werd Het Vrije Volk het officiële orgaan van de PvdA. De hoofdredacteur werd benoemd door het partijcongres, waaraan hij jaarlijks verantwoording moest afleggen over het redactionele beleid.
De filosofie dat Het Vrije Volk een landelijke krant moest worden met uitgebreid regionaal nieuws in de diverse lokale edities, zorgde ervoor dat de redactie, in vergelijking met andere kranten, buitensporig uitgroeide, waarbij het aantal regionale edities toenam van tien tot tweeënveertig verschillende edities. Ook het distributieapparaat met 3400 bezorgers en 800 agenten zou op den duur een te zware financiële belasting worden.
Vooralsnog maakte het bedrijf een grote bloei door. De VARAgids met een oplage van een half miljoen werd bij de AP gedrukt, en ook de ledenadministratie en advertentiewerving van de VARA was bij de Arbeiderspers ondergebracht. Korte tijd na de oorlog werd ook Elseviers Weekblad bij de AP gedrukt, totdat er een onaardig stukje over partijvoorzitter Koos Vorrink werd gepubliceerd. Directeur Van de Kieft schroomde toen niet om deze lucratieve drukorder op te zeggen. Aan de andere kant werd het verliesgevende weekblad Vrij Nederland door de Arbeiderspers op de been gehouden. De gelijknamige boekenuitgeverij maakte grote winsten met de zogenaamde AP-omnibussen met populaire schrijvers als Willy Corsari, Herman de Man, Johan Fabricius, Jan Mens e.a.
De keten van boekhandels omvatte veertien vestigingen verspreid over het hele land en verder vier drukkerijen in Amsterdam, Rotterdam, Arnhem en Groningen. Naast het drukken van eigen drukwerk voerde de drukkerij ook opdrachten van derden uit, waaronder het drukken van de meeste NVV-bladen. In 1954 verwierf de Arbeiderspers twintig procent van de aandelen in de goed renderende onderneming NV Excerpta Medica. Arbeiderspers-directeur Van der Waerden werd gedelegeerd commissaris met de bevoegdheden van directeur. In 1965 begon de, inmiddels opgerichte Stichting Excerpta de aandelen van de NV Excerpta Medica op te kopen; in 1968 verkocht de Arbeiderspers haar aandelen aan de stichting. In 1971 kwam Excerpta Medica in handen van het Elsevier concern.
Het topjaar van de Arbeiderspers was 1961 met 315.000 abonnees op Het Vrije Volk. Daarna liep het aantal abonnees gestaag terug. Tussen 1961 en 1965 was er weliswaar nog sprake van een toename van de omzet van 47 naar 60 miljoen, maar de winst nam af en in 1965 was het verlies inmiddels opgelopen tot tweeënhalf miljoen.
Een grote financiële aderlating was de terugtrekking van de drukorder voor de Vara-Gids door de VARA, die de gids voortaan liet bij drukkerij VADA in Wageningen en administratie en advertentiewerving in eigen beheer ging nemen.
Tijdens het congres van de Partij van de Arbeid in 1967 wordt uiteindelijk besloten tot ontkoppeling van Het Vrije Volk als partijorgaan van de PvdA. De nieuwe mede-eigenaar werd, naast het NVV, de verzekeringsmaatschappij De Centrale. Als nieuwe directeur van de Arbeiderspers werd Herman Claus aangesteld.

### Saneringen en fusies 1969-1972
Tijdens de bijeenkomst in Marcanti aan de Jan van Galenstraat op 13 december 1969 kondigde directeur Claus drastische reorganisatieplannen aan. De hoofdvestiging aan het Hekelveld zou worden gesloten. De Arbeiderspers zou zich terugtrekken op Rotterdam en Arnhem, waar Het Vrije Volk relatief de meeste abonnees had. Het proces van ontmanteling van de Arbeiderspers was nu niet meer te stuiten, en geraakte in een stroomversnelling.
De boekhandels werden verkocht aan de Belgische Standaardconcern. De boekenuitgeverij Arbeiderspers fuseerde met Querido. De Weekbladpers, onderdeel van het concern en uitgeefster van Vrij Nederland en vanaf 1965 van het weekblad Voetbal International werd verzelfstandigd. De handelsdrukkerij werd verkocht aan drukkerij Brouwer in Delft. In 1971 werd de Arnhemse vestiging van het Arbeiderspers-concern overgenomen door het Nijmeegse dagbladconcern Audet. Het Arnhemse Vrije Volk werd voortgezet als De Nieuwe Krant.
Na lange moeizame onderhandelingen tussen Wim van Norden, voorzitter van de directie van de Perscombinatie (Het Parool/de Volkskrant) en Herman Claus kwam het op 1 januari 1972 uiteindelijk tot een fusie tussen Perscombinatie NV en de NV Drukkerij en Uitgeversmaatschappij De Arbeiderspers. De volgende stap was een samengaan van de Perscombinatie met de Nederlandse Dagbladunie (NDU). Het Rotterdamse Vrije Volk kwam voor vijftig procent in handen van de Perscombinatie in Amsterdam en voor vijftig procent in handen van de Nederlandse Dagbladunie in Rotterdam. Hiermee hield de N.V. Drukkerij en Uitgeversmaatschappij De Arbeiderspers feitelijk op te bestaan.
Het Vrije Volk werd in 1972 een regionale krant voor Rotterdam en omstreken. In hetzelfde jaar begon de sloop van 'de Rode Burcht' aan het Hekelveld.

## Boekenuitgeverij
In de jaren zestig en zeventig van de twintigste eeuw ontwikkelde De Arbeiderspers zich onder leiding van Theo Sontrop en Martin Ros tot een belangrijke literaire uitgeverij van Nederlandstalige en vertaalde fictie en non-fictie. Tot medio 1997 vormde De Arbeiderspers met Querido en Nijgh & Van Ditmar de Uitgeverijen Singel 262. Onder de opvolger van Sontrop, Ronald Dietz, verloor De Arbeiderspers de voeling met veel van haar auteurs. Jeroen Brouwers schreef daarover het bekend geworden schotschrift Extra Edietzie. Tot medio 2014 was De Arbeiderspers een zelfstandige werkmaatschappij van WPG Uitgevers.
De reeks literaire egodocumenten onder de naam Privé-domein, geïnitieerd door Martin Ros, bestaat sinds 1966. In 2022 verscheen het 322e deel.
In 2011 kondigde moederbedrijf WPG Uitgevers aan dat De Arbeiderspers werd samengevoegd met A.W. Bruna Uitgevers. Eind 2011 verhuisde De Arbeiderspers/A.W. Bruna Uitgevers naar Utrecht. In 2014 keerde De Arbeiderspers terug naar Amsterdam en maakt sindsdien deel uit van Singel Uitgeverijen.

### Nederlandstalige auteurs
Enkele Nederlandstalige auteurs uitgegeven door De Arbeiderspers: Simon Carmiggelt, Cees Nooteboom, Louis Paul Boon, Annie M.G. Schmidt, Gerrit Komrij, Jeroen Brouwers, Boudewijn Büch, Dick Dreux, Maarten 't Hart, Atte Jongstra, Marijke Höweler, Tessa de Loo, Mensje van Keulen, Marion Bloem, Joost Zwagerman, Peter Terrin, Astrid Roemer, Koos van Zomeren, Anna Enquist, Arthur Japin, Ilja Leonard Pfeijffer, Pauline Slot, en Christiaan Weijts.

### Anderstalige auteurs
De uitgeverij heeft ook veel anderstalige schrijvers uitgegeven. Voorbeelden zijn: Irvine Welsh, Paulo Coelho, George Orwell, Louis de Bernières, Michel Houellebecq, Paul Auster, John Updike, Cormac McCarthy, Orhan Pamuk, Robert Menasse, Christian Kracht, Alan Warner, Ernst Jünger, Thomas Mann, Friedrich Nietzsche, Fernando Pessoa, Georges Perec, Konstantin Paustovskij, Jean Dutourd, Friedrich Hölderlin, August Strindberg, Machado de Assis.